# 에펠리 나일라티카우

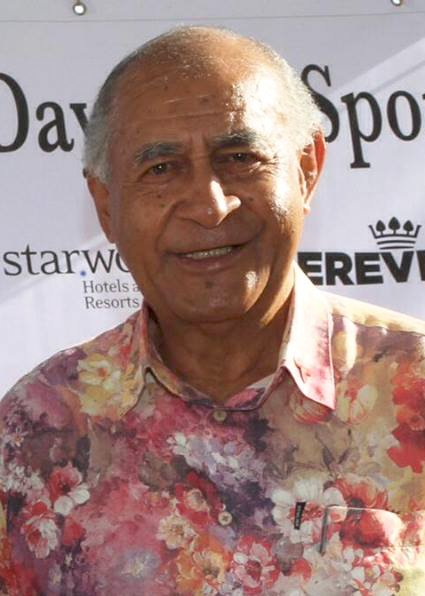
에펠리 나일라티카우의 모습

에펠리 나일라티카우(Epeli Nailatikau, 1941년 7월 5일 수바 ~ )는 제4대 피지의 대통령이다. 소속 정당은 무소속이다. 2019년 2월 부로 의회 의장으로 역임하고 있다.
| 전임 프랭크 바이니마라마 | 제4대 피지의 대통령 2009년 7월 30일 ~ 2015년 11월 12일 | 후임 조지 콘로테 |